# Historia de un beso
Historia de un beso es una película española dirigida por José Luis Garci en el año 2002

## Argumento
Esta película se ambienta en dos épocas distintas, los años cuarenta-cincuenta y los años veinte. La mayor parte de la historia tendrá lugar en Cerralbos del Sella, un pequeño pueblo asturiano donde está Llendelabarca. Aquí regresa Julio (Carlos Hipólito) , cuando su tío, el escritor Blas Otamendi (Alfredo Landa) , fallece en el año cuarenta y nueve. Allí será observador y testigo de varias historias de amor, como la suya propia, enamorándose de una profesora progresista (Beatriz Rico) . El personaje de Hipólito es enigmático y en sus recuerdos de dos décadas antes habitan su tío y el personaje de una mujer "culta y divertida" que se convierte en un recuerdo (Ana Fernández). El cura del pueblo, Don Telmo (Agustín González), el médico, Don Lino, (Francisco Algora), el dueño del Café España (Alfonso Delgado) o la encantadora criada de la familia, Melchora (Tina Sáinz), completan el plantel de personajes que refrescarán la memoria de Julio llenándole a la vez de melancolía.

## Localización de rodaje
La película se rodó en Oviedo, Gijón, Madrid y otros espacios de Asturias y la Comunidad de Madrid.

## Premios y candidaturas
Medallas del Círculo de Escritores Cinematográficos de 2002
| Categoría        | Persona           | Resultado |
| ---------------- | ----------------- | --------- |
| Mejor fotografía | Raúl Pérez Cubero | Ganador   |

XVII edición de los Premios Goya
| Categoría                     | Persona                                    | Resultado  |
| ----------------------------- | ------------------------------------------ | ---------- |
| Mejor actriz protagonista     | Ana Fernández                              | Candidata  |
| Mejor actriz de reparto       | Tina Sáinz                                 | Candidata  |
| Mejor actor de reparto        | Carlos Hipólito                            | Candidato  |
| Mejor fotografía              | Raúl Pérez Cubero                          | Candidato  |
| Mejor dirección artística     | Gil Parrondo                               | Candidato  |
| Mejor vestuario               | Gumersindo Andrés                          | Candidato  |
| Mejor maquillaje y peluquería | Paca Almenara Alicia López Antonio Panizza | Candidatos |

## Reparto
| Actor/Actriz         | Personaje              |
| -------------------- | ---------------------- |
| Alfredo Landa        | Blas Otamendi          |
| Ana Fernández        | Andrea                 |
| Agustín González     | Don Telmo              |
| Carlos Hipólito      | Julio                  |
| Beatriz Rico         | Marisa                 |
| Manuel Lozano        | Julipín                |
| Tina Sáinz           | Melchora               |
| Francisco Algora     | Don Lino               |
| Valeriano Andrés     | Tío Casimiro           |
| Alfonso Delgado      | Cuarto amigo del grupo |
| Mary Paz Pondal      | Tía Federica           |
| José Caride          | Don Santos             |
| Pilar Ordóñez        | Filomena               |
| Rafael de Penagos    |                        |
| José Manuel Lorenzo  | Basilio                |
| Juan Manuel de Prada | Periodista             |
| Enrique del Pozo     | Periodista             |
| Iñaki Miramón        | Periodista             |
| Mariel Álvarez       |                        |
| Iris Ocaña           |                        |
| Adrián Mailín        |                        |
| Norai Rubio          |                        |
| Diana García         |                        |
| Cristina Acerete     |                        |